# Otometeki Koi Kakumei Love Revo
Otometeki Koi Kakumei Love Revo!! (japanisch 乙女的恋革命★ラブレボ!! ‚Mädchenhafte Liebesrevolution‘) ist ein japanisches Videospiel für PlayStation 2 und Nintendo DS aus dem Jahr 2006. Es wurde als Mangaserie und Hörspiel adaptiert.

## Inhalt
Hitomi Sakuragawa (桜川 ヒトミ) gewann früher viele Schönheitswettbewerbe, doch inzwischen hat sie durch ihre Vorliebe für Süßes und ihren fürsorglichen Bruder viele Kilo zugelegt. Nun wiegt sie über 100 kg und ist im zweiten Jahr der Oberschule. Zu Beginn des Schuljahres zieht sie gemeinsam mit ihrem Bruder in das Anwesen ihres Vaters. Mit ihr ziehen auch die fünf beliebtesten Jungs der Schule ein. Dies motiviert Hitomi nun eine Diät zu halten und wieder abzunehmen.

## Veröffentlichungen

### Videospiel
Die Ren’ai-Simulation von Interchannel erschien zunächst im Januar 2006 für PlayStation 2. Im Februar 2008 folgte eine Version für Nintendo DS und im März des gleichen Jahres eine PC-Version. Das Spiel wird in der Rolle der Hitomi Sakuragawa gespielt. Als diese soll man zum einen Diät halten, um die frühere Attraktivität zurückzugewinnen, und zu einem der fünf männlichen Charaktere eine Beziehung aufzubauen.

### Manga
Der Manga von Yūki Fujinari erschien bei Enterbrain von September 2006 bis Juni 2008 in vier Bänden in Japan. Eine englische Übersetzung erschien bei Yen Press, eine chinesische bei Kadokawa in Taiwan. Egmont Manga und Anime veröffentlichte von Oktober 2010 bis Juli 2011 alle vier Bände der deutschen Fassung Love Revolution.

### Hörspielserien und Musik
Zum Spiel erschienen drei Hörspiel-CDs sowie eine Radio-Hörspielsendung, die zwei CDs umfasst. Außerdem erschien der Soundtrack, Vor- und Abspann und Charactersongs zu den Spielecharakteren.